# Jordan Mailata
Jordan Mailata (* 31. März 1997 in Sydney, Australien) ist ein samoanisch-australischer American-Football-Spieler in der National Football League (NFL). Er spielt für die Philadelphia Eagles als Offensive Tackle. Bevor er von den Eagles verpflichtet wurde, spielte Mailata in Australien Rugby bei den South Sydney Rabbitohs (NRL) im Team der unter 20-Jährigen in der National Youth Competition.

## NFL
Mailata wurde beim NFL Draft 2018 in der siebten Runde an Position 233 von den Philadelphia Eagles ausgewählt. Somit ist Mailata der zweite Spieler in der NFL-Geschichte nach Moritz Böhringer, der gedraftet wurde, aber vorher nicht in den USA am College spielte. Eine weitere Besonderheit bei Mailata war, dass er vor dem Draft kein einziges Footballspiel bestritten hatte. Nichtsdestoweniger zeigte er in der Preseason für die Eagles sehr ansprechende Leistungen und bekam einen Platz im 53-Mann-Kader des Franchises aus Philadelphia. In seiner Rookie-Saison (2018) wurde Mailata in keinem Spiel der regulären Saison von den Eagles eingesetzt. Am 14. Dezember 2018 wurde er wegen einer Rückenverletzung von den Eagles auf die Injured Reserve List gesetzt. Auch in der Vorbereitung auf die Saison 2019 hatte Mailata mit Rückenproblemen zu kämpfen. Da die Verletzung bei Mailata anhielt, wurde er nach der zweiten Woche der neuen Saison erneut von den Eagles auf die Injured Reserve List gesetzt. Sein Debüt feierte Mailata in der Saison 2020 für die Eagles in der ersten Woche der regulären Saison. In der vierten Woche der selbigen Saison feierte er sein Debüt als Starter. Hierbei konnte er auf der Position des Left Tackles überzeugen und seinen Quarterback Carson Wentz beschützen.
Im September 2021 einigte Mailata sich mit den Eagles auf eine Vertragsverlängerung um vier Jahre im Wert von 64 Millionen US-Dollar. Er erreichte mit den Eagles den Super Bowl LVII, den sie mit 35:38 gegen die Kansas City Chiefs verloren.
Im April 2024 stimmte Mailata eine Verlängerung seines Vertrages um weitere drei Jahre und 66 Millionen US-Dollar zu. Mit den Eagles konnte er mit 14 Siegen bei drei Niederlage 2024 die NFC East gewinnen und somit in die Playoffs einziehen. Nach den Play-off-Siegen gegen die Green Bay Packers (22:10), Los Angeles Rams (28:22) und Washington Commanders (55:23) trafen sie im Super Bowl LIX im Caesars Superdome auf die Kansas City Chiefs, welche mit 40:22 besiegt wurden. Mailata ist der erste australische Super-Bowl-Sieger, der auch in einem Super Bowl spielte. Jesse Williams, ebenfalls ein australischer American-Football-Spieler, gewann mit den Seahawks Super Bowl XLVIII. Allerdings war Williams während des Spiels nicht auf dem Feld.

## Teilnahme anThe Masked Singer
Im März 2022 nahm Mailata als Thingamabob an der siebten Staffel des US-amerikanischen Ablegers von The Masked Singer teil, in der er den zwölften von 15 Plätzen belegte.